# Ferreiraella bartlettae
Ferreiraella bartlettae is een keverslakkensoort uit de familie van de Abyssochitonidae. De wetenschappelijke naam van de soort is voor het eerst geldig gepubliceerd in 1986 door Ferreira.